# Legio II Adiutrix
La légion II Adiutrix (litt : « celle qui aide ») fut une légion de l’armée romaine créée par l’empereur Vespasien en l’an 70 à partir d’unités de marins basés à Ravenne. 
Elle reçut d’abord la mission de mâter la révolte des Bataves à Ulpia Noviomagus Batavorum avant d’être transférée en Grande-Bretagne. Elle gagna ensuite la Pannonie inférieure où elle prit part à la campagne de l’empereur Domitien contre les Daces avant d’établir ses quartiers généraux à Aquincum (aujourd’hui Budapest) pour quelques siècles. Elle fut considérablement affaiblie lors des guerres de Marc-Aurèle contre les Marcomans et dut être complétée par des éléments de la troisième légion Augusta. Après avoir appuyé l’empereur Septime Sévère et avoir marché avec lui sur Rome, elle revint de façon permanente en Pannonie. Elle est encore mentionnée sur la frontière du Rhin au début du IVe siècle. Ses emblèmes étaient le Capricorne  et le cheval ailé Pégase,. Elle fut surnommée Pia Fidelis (loyale et fidèle).

## Sous la dynastie Flavienne
De juin 68 à décembre 69, pas moins de quatre empereurs se succédèrent sur le trône à partir de la mort de Néron. Proclamé empereur par les légions d’Orient, Vespasien reçut l’appui des marins de la flotte mouillant à Ravenne. En récompense, ceux-ci seront retirés de la marine lors de l’avènement de celui-ci et promus légionnaires; leur légion recevra la désignation de Pia Fidelis (loyale et fidèle).
La légion fut d’abord stationnée à Ulpia Noviomagus Batavorum (aujourd’hui Nimègue aux Pays-Bas) en Germanie inférieure. Sa première mission fut la suppression, avec la VIe Victrix, la XIVe Gemina et la XXIe Rapax, de la révolte des Bataves menés par Julius Civilis.
En 71, elle fut remplacée par la Xe Gemina et suivit son général, Quintus Petilius Cerialis, en Bretagne pour mettre un terme à la révolte des Brigantes dirigée par le roi Venitius après quoi, elle fut stationnée à Lindum Colonia (Lincoln) où elle remplaça la légion VIIII Hispana. Elle devait rester dans les iles britanniques au cours des années qui suivirent et vers 78/79 construisit un fort qui prit le nom de Deva Victrix à la frontière nord du Pays de Galles (aujourd’hui la ville de Chester) où elle dut combattre la tribu rebelle des Ordovices ,. Au cours des années suivantes, alors que le gouverneur Cnaeus Julius Agricola, commandant la légion XX Valeria Victrix, soumettait l’Écosse, elle semble avoir servi d’armée de réserve pour la Bretagne et le Pays de Galles; elle participera à la campagne du général Agricola qui, déterminé à saper l’autorité des druides établis dans l’ile de Mona (aujourd’hui Anglesey), attaqua l’île y détruisant le temple et les bosquets sacrés,.
Il est possible que la légion ait été cantonnée en 83/84 à Pinnata Castra (aujourd’hui Inchtuthil en Écosse) sur le fleuve Tay avant d’être transférée en 87 sur le Danube inférieur et d’être basée soit à Acumincum (au croisement du Theiss et du Danube, 40 km au nord de Belgrade) ou à Sirmium (aujourd’hui Sremska MItrovica) afin de prendre part à la campagne de l’empereur Domitien (81-96) contre les Daces. Ceux-ci avaient envahi l’Empire romain en 86 et défait les légions supposées protéger la Mésie. Sous le général Lucius Tettius Julianus, la IIe Adiutrix fut l’une des neuf légions qui prirent part en 88 à la bataille de Tapae. 

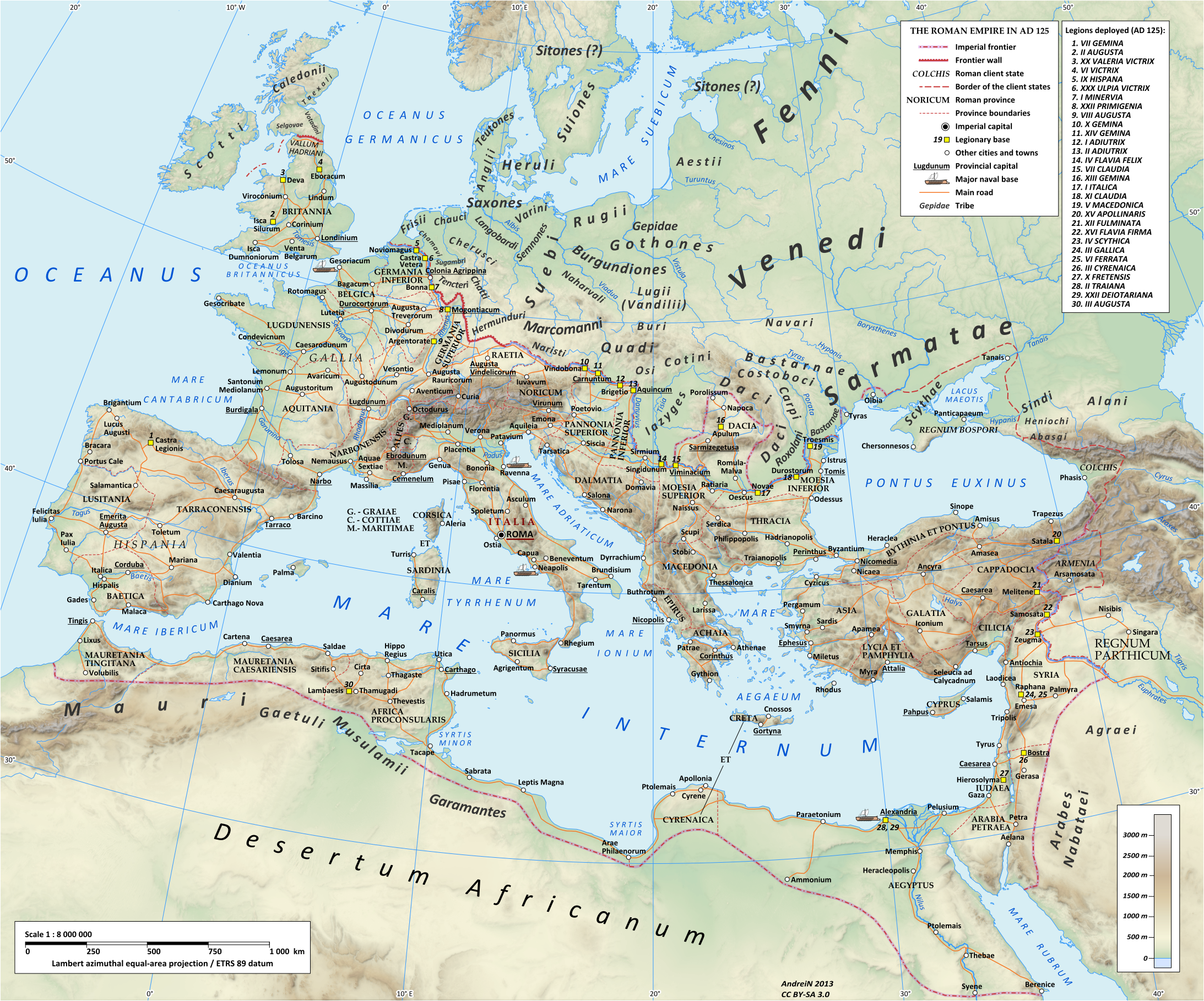
Carte de l'Empire romain en 125, indiquant la Aidutrix stationnée sur le Danube, à Aquincum en Pannonie inférieure, de 106 à (au moins) 269.

En 94 ou en 95, Publius Aelius Hadrianus, le futur empereur Hadrien, exerça son premier commandement comme tribun à la tête de cette légion. C’est pendant cette période qu’Hadrien devait rencontrer Quintus Marcius Turbo, alors centurion, lequel devait plus tard devenir gouverneur de Pannonie (117-118).

## Sous Hadrien et lesAntonins
Pendant les guerres daciques de Trajan (101-106), la légion II Adiutrix fut stationnée à Singidunum (aujourd’hui Belgrade) de même que la légion IIII Flavia Felix. Elle fut par la suite transférée à Aquincum (aujourd’hui Budapest) en Pannonie inférieure pour protéger l’empire contre les Sarmates. Elle y aura son quartier général pendant les siècles suivants. Le gouverneur Quintus Marcius Turbo conduira avec elle en 117 et 118 une des campagnes de l’empereur Hadrien contre les Sarmates, peuple de la Hongrie qui avait annihilé la légion XXI Rapax en 92,.  Alliés aux Iaziges, les Sarmates Roxolans, franchirent en 117 la frontière du limes en Dacie. La campagne aboutit à la destruction du royaume de Décébale, fédérateur des Daces et des Roxolans, mais les Roxolans, comme les Iazyges de l'ouest et comme les Daces de l'est nommés Carpes ou Tyrgètes, sauvegardèrent leur indépendance et  commercèrent activement avec Rome. Mais se méfiant néanmoins d'eux en raison de leur volatilité passée, l'empereur Hadrien renforça le limes le long du Danube et jusqu’au IVe siècle, les Iazyges demeureront les ennemis les plus dangereux des Romains le long de cette frontière.

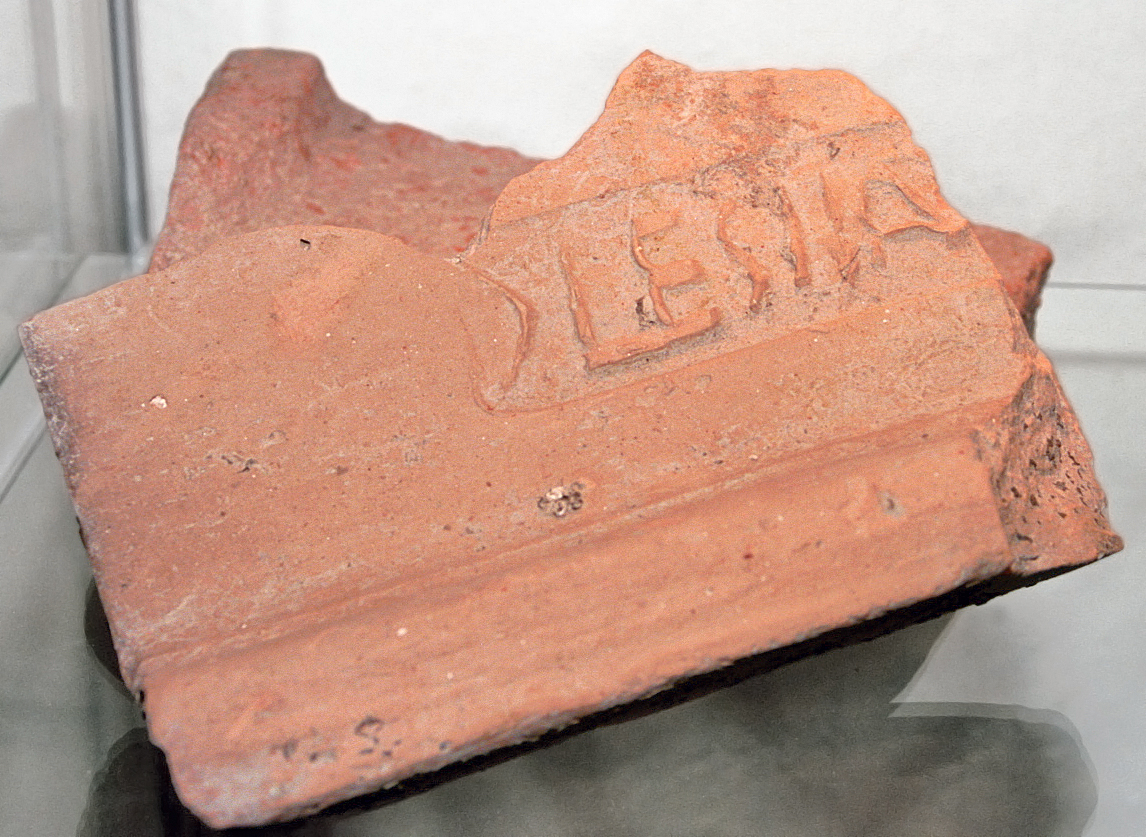
Poinçon montrant l'activité constructrice de la légion. Ici, le fort Szentendre.

Pendant les périodes de paix, les légionnaires furent souvent utilisés à des tâches civiles, comme la construction de bâtiments publics à Mursa (aujourd’hui Osijek) ou diverses tâches administratives. Sous le règne d’Antonin le Pieux (138-161), une unité (vexillatio) de la légion put être envoyée en Mauritanie (Afrique) pour lutter contre les Maures.
Pendant les deuxième et troisième siècles, la légion II appuyée par de nombreuses troupes auxiliaires  semble avoir été impliquée dans les campagnes contre l’empire parthe (162-166) sous la conduite du légat Quintus Antistius Adventus Postumius Aquilinus et avoir prêté main-forte à d’autres troupes pendant que la légion IIII Flavia Felix était utilisée pour la protection d’Aquincum,. 
De 171 à 173, la légion II fut impliquée dans les guerres de Marc Aurèle (161-180) contre les Marcomans et fut stationnée temporairement à Trencin en Slovaquie. Elle y subit des pertes énormes, si bien qu’elle dut être renforcée par des éléments de la légion III Augusta .

## Sous Septime Sévère

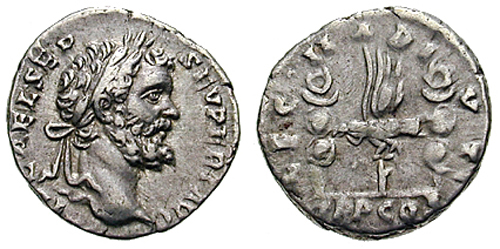
Pièce de monnaie de Septime Sévère, vers 193, portant la mention IMP CAE L SEP SEV PERT AVG LEG II ADIVT, TR P COS.

En 193, où pour la deuxième fois quatre empereurs se succédèrent en quelques mois, la légion II Adiutrix prit fait et cause pour Septime Sévère (193-211) alors gouverneur de la Pannonie supérieure, et marcha avec lui sur Rome. Elle fut probablement aussi impliquée dans la lutte de celui-ci contre son rival, Pescennius Niger en Thrace et en Asie mineure, de même que dans la lutte contre les Parthes en 195 et 197/198.
Elle revint à Aquicum en 202. La légion ou, à tout le moins, quelques détachements (vexillationem) prirent part aux campagnes de Caracalla (211-217) contre les Alamans et, de 214 à 217, contre les Parthes. C’est pendant cette période qu’elle participa à la construction de la route menant de Singidunum (Belgrade) à Aquincum (Budapest). Des détachements de la légion II furent stationnés au IIIe siècle dans le coude du Danube à Cirpi (château Dunabogdany).

## Pendant l’«Anarchie militaire» (235 à 284)
En 238, la légion II participa à la campagne de Gordien III (238-244) contre les Sassanides (238), puis à celle contre les Daces sous l’empereur Maximin Ier le Thrace (244-249). L’empereur Gallien II (253-268) honora ses hauts faits en faisant figurer son emblème, Pégase, sur certaines monnaies. En 268 la légion II, appelée maintenant legio II Adiutrix Claudiana construisit les Thermae maiores (grands thermes) d’Aquincum sous les ordres du préfet Aurelius Frontinus et combattit les Wisigoths sous Claude II le Gothique l’année suivante.

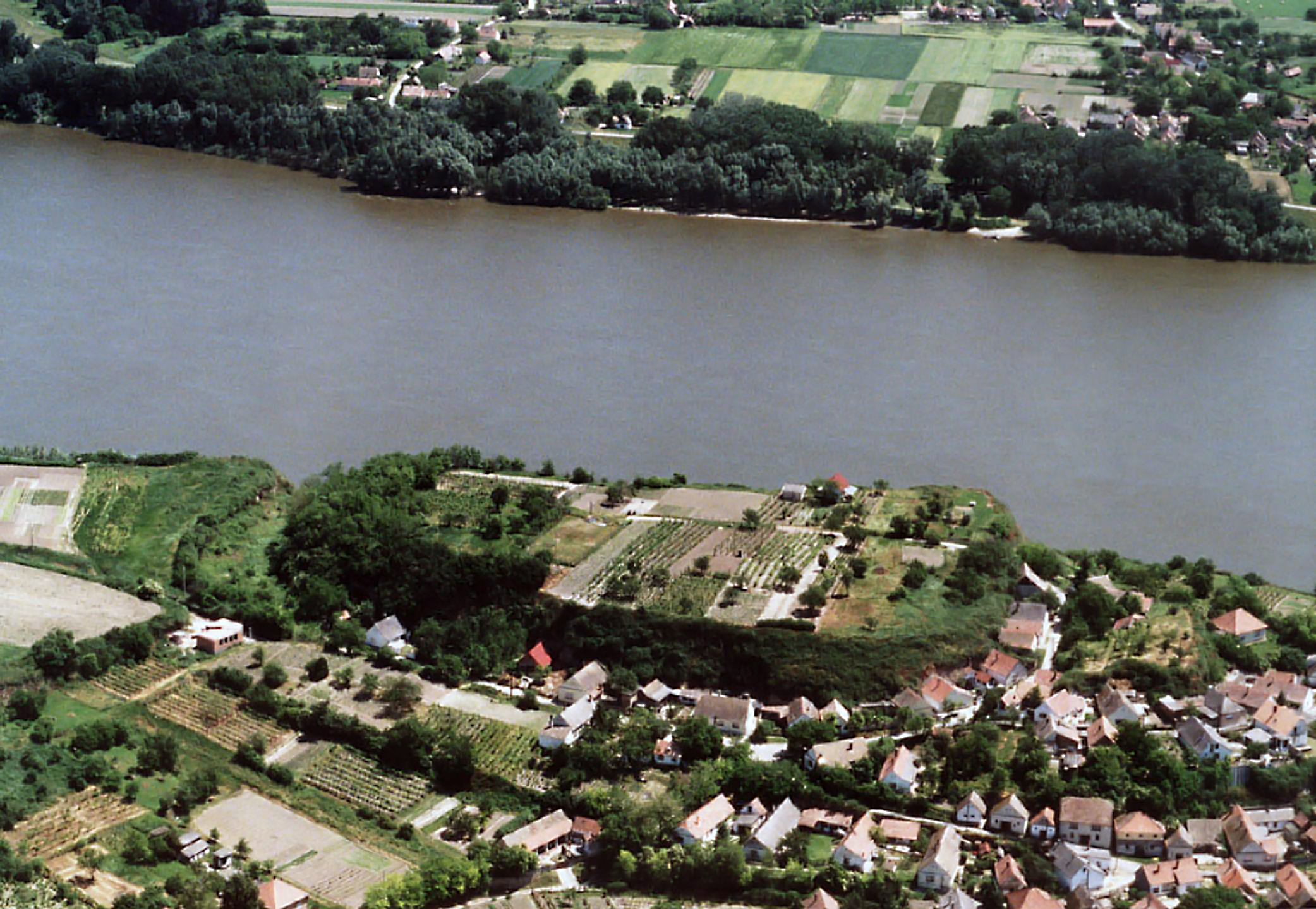
À l'avant-scène, la forteresse Lugio/Florentia; sur la rive opposée, dans l'éclaircie sur la berge, le "burgus contra Florentiam".

## AuIVesiècle
Un détachement de la légion II semble avoir été stationné à Mogontiacum pendant le règne de Constance Chlore (293-306). Également, vers 395, les Acincenses, ainsi nommés en fonction de la garnison d’Aquincum, furent détachés de la légion et confiés comme pseudocomitatenses au magister equitum Galliarum ou comme milites sous le dux Mogontiacensis (Mainz). À partir de la fin du IVe siècle, la legio II Adiutrix servit comme limitanei (soldats gardant les frontières) dans la province Valeria ripensis (Ouest de la Hongrie d’aujourd’hui) et était répartie entre les forteresses d’Alisca (probablement la forteresse de Szekszard ou celle tout près de Öcsény-Szigetpuszta), Florentia (forteresse Dunaszekcsö), Aquincum (Budapest), Tautantus/Teutanus, Cirpi (forteresse Dunabogdány) et Lussonium (forteresse Dunakömlöd).